# Sallanches
Sallanches település Franciaországban, Haute-Savoie megyében. Lakosainak száma 17 041 fő (2022. január 1.). Sallanches La Giettaz, La Clusaz, Combloux, Cordon, Domancy, Le Grand-Bornand, Magland, Megève, Passy és Le Reposoir községekkel határos.

## Népesség
A település népessége az elmúlt években az alábbi módon változott:
| Lakosok száma | 15 853 | 16 050 | 16 519 | 16 088 | 16 508 | 16 831 | 16 986 | 17 133 | 17 041 |
|               | 2013   | 2015   | 2016   | 2017   | 2018   | 2019   | 2020   | 2021   | 2022   |